# Hakim Arezki
Pour les articles homonymes, voir Arezki.
Hakim Arezki (en kabyle : Ḥakim Aṛezqi) est un joueur cécifoot international français, né le 20 mars 1983 à Azazga, en Kabylie.
Il possède une déficience visuelle, il est accordeur de piano.

## Carrière

### En équipe nationale
Avec les bleus, il remporte le Championnat d'Europe en 2009 et est finaliste des Jeux paralympiques 2012.
Il est Vice Champion d'Europe en Italie en 2013.
Il devient Champion olympique lors des jeux olympiques de Paris 2024 avec l'équipe de France de Cécifoot, c'est la première fois que l'équipe de France de cécifoot est championne olympique.

## Vie privée
Accordeur de pianos, il perd la vue en 2001 lors d'une manifestation étudiante en Kabylie. Ce jour-là, les forces de l'ordre tirent dans la foule à balles réelles. Nerfs optiques sectionnés, coma, longue rééducation, Hakim Arezki, devenu non voyant, atterrit en France où il prend un nouveau départ. Il découvre le cécifoot à l’Institut national des jeunes aveugles de Paris.

## Palmarès

### En équipe nationale
- France à 5
  -  Vainqueur du Championnat d'Europe en 2009
  -  Finaliste des Jeux paralympiques en 2012
  -  Vice Champion d'Europe en 2013 en Italie
  -  Vainqueur des Jeux paralympiques en 2024

## Décorations
- Chevalier de la Légion d'honneur (décret du 23 septembre 2024)[3]

- Chevalier de l'ordre national du Mérite (décret du 31 décembre 2012)[4]
- Médaille de la jeunesse, des sports et de l'engagement associatif, or (2024)[5]